# Melissa Gilbert
 (décembre 2022).
Si vous disposez d'ouvrages ou d'articles de référence ou si vous connaissez des sites web de qualité traitant du thème abordé ici, merci de compléter l'article en donnant les références utiles à sa vérifiabilité et en les liant à la section « Notes et références ».
Pour les articles homonymes, voir Gilbert.
Melissa Gilbert est une actrice, réalisatrice, productrice et femme politique américaine, née le 8 mai 1964 à Los Angeles.
Elle commence sa carrière en tant qu’enfant actrice à la fin des années 1960, apparaissant dans plusieurs publicités. Elle est surtout connue pour avoir joué entre 1974 et 1983 le rôle de Laura Ingalls Wilder, deuxième fille de Charles Ingalls, dans la série NBC La Petite Maison dans la prairie.

## Biographie

### Enfance
Melissa Ellen Gilbert, née à Los Angeles en Californie, est adoptée un jour après sa naissance, par l'acteur Paul Gilbert (en) (de son vrai nom Ed MacMahon) et sa femme, actrice et danseuse, Barbara Crane (en). Plus tard, le couple adopte un autre enfant, Jonathan Gilbert. Celui-ci joue le rôle de Willie Oleson dans La Petite Maison dans la prairie. Lorsque Melissa a huit ans, ses parents divorcent. Barbara se remarie à Harold Abeles, et ensemble ils ont une fille biologique, Sara Rebecca Abeles (également actrice mais connue sous le nom de Sara Gilbert qui incarne Darlene Conner-Healy dans la série sitcom Roseanne de 1988 à 1997). Le 12 février 1975, à l'âge de cinquante-six ans, Paul Gilbert se suicide. Sa mère Barbara et son beau-père, Harold, divorcent peu de temps après.

### Carrière

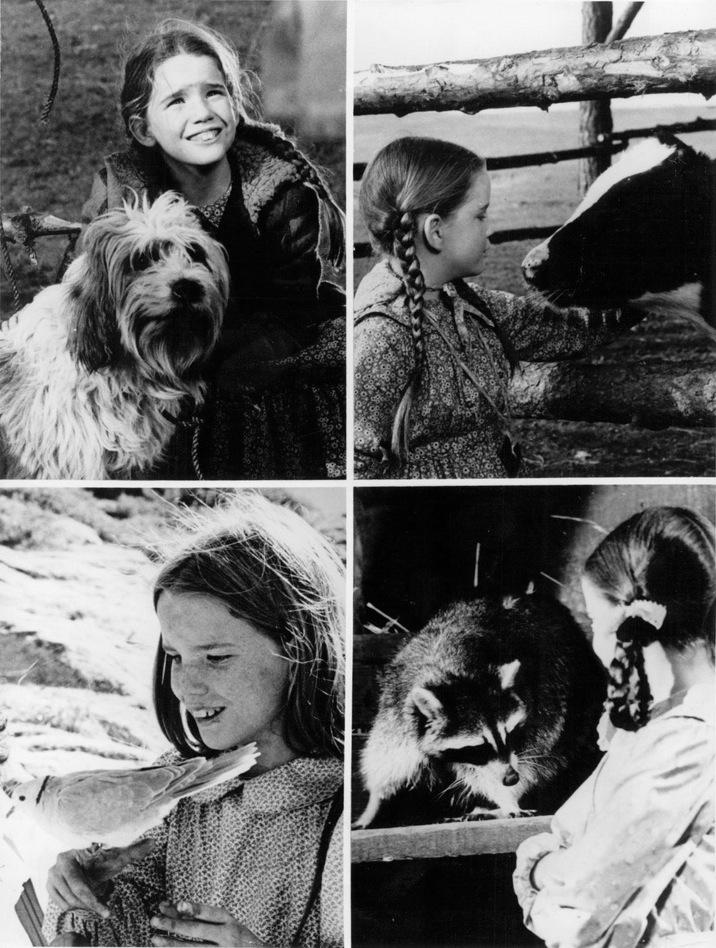
Melissa Gilbert enfant jouant le rôle de Laura Ingalls

#### La Petite Maison dans la prairie
Melissa Gilbert commence sa carrière très jeune en apparaissant dans une douzaine de publicités. À neuf ans, elle est auditionnée plusieurs fois pour le rôle de Laura Ingalls, la deuxième fille de Charles Ingalls, créé et joué par Michael Landon. C'est d'ailleurs la fille de Michael Landon, Leslie avec qui elle va à l'école, qui lui annonce qu'elle est choisie pour être Laura parmi les cinq cents fillettes qui ont été auditionnées pour ce rôle. Le pilote est tourné en 1973 et a un énorme succès. Melissa devient au fil des saisons extrêmement proche de Michael Landon et de sa famille, surtout après la mort de son père adoptif. Cependant, ils perdent le contact juste après la fin de la série. Sept ans plus tard, le 9 mai 1991, Melissa regarde l'émission The Tonight Show Starring Johnny Carson dans laquelle Michael est invité et lors de laquelle il déclare avoir un cancer du pancréas. Melissa se décide enfin à l'appeler. Elle lui rend ensuite une visite à sa maison de Malibu, où ils passent l'après-midi ensemble.

#### AprèsLa Petite Maison dans la prairie
La série se termine en 1984, mais pas la carrière de Melissa Gilbert. Elle est ensuite au générique d'une quarantaine de téléfilms ainsi que de séries dont notamment Nip/Tuck en 2006.
Elle voit régulièrement Alison Arngrim, l'actrice qui jouait Nellie Oleson. Bien qu'elles aient joué deux ennemies dans la série, elles sont dans la vie, de très grandes amies. Entre 2008 et 2009, Melissa joue le rôle de Caroline Ingalls, dans la comédie musicale La Petite Maison dans la prairie, adapté de la série. Elle est l'une des plus jeunes artistes à avoir son étoile sur le Hollywood Walk of Fame.
En 2003, elle intègre la distribution du pilote Then Came Jones. L'action se situe au Texas, à l'aube du XXe siècle. Ben Jones, un charmant voyou, démantèle un trafic de drogue dirigé par le shérif du village. À la suite de cet acte héroïque, le village l'acclame et il obtient la fameuse étoile de shérif. Elle y interprète le rôle de Devon Jones-Thomas, la sœur de Ben (Sean Patrick Flanery). 
Cependant le pilote n'est pas retenu par ABC et ne sortira que sous la forme d'un téléfilm.
En 2012, elle fait partie des candidats de l'émission à succès Dancing with the Stars.

### Vie privée
À l'âge de dix-sept ans, Melissa Gilbert revoit l'acteur Rob Lowe, qu'elle connaissait déjà un peu. Ils s'étaient brièvement rencontrés lorsqu'ils avaient quatorze ans. Melissa et Rob se fréquentent alors pendant six ans (1980-1987). Durant leur séparation, ils ont d'autres liaisons avec d'autres personnes. Rob demande soudainement Melissa en mariage. Pendant les préparatifs du mariage, Melissa découvre qu'elle est enceinte. Après l'avoir annoncé à Rob, celui-ci la quitte. Quelques jours plus tard, elle fait une fausse couche.
Elle s'installe alors à New York pour les besoins d'un tournage. Sur le tournage, Melissa rencontre l'acteur Bo Brinkman. Le couple se marie le 22 février 1988, seulement sept semaines après sa rupture avec Rob. Quelques mois plus tard, Melissa tombe enceinte. Le 1er mai 1989, Melissa donne naissance à son premier enfant, un garçon, Dakota Paul Brinkman. Peu de temps après la naissance de Dakota, le couple commence à avoir des problèmes conjugaux. Ils divorcent finalement en 1992.
Quelques semaines après son divorce avec Bo, Melissa fait la connaissance de Bruce Boxleitner. Ils s'étaient déjà rencontrés étant adolescents. Bruce avait ignoré Melissa à cette époque car elle n'était qu'une adolescente et lui, avait 14 ans de plus qu'elle. En seulement un an de relation amoureuse, le couple s'est déjà séparé deux fois. Ils se marient deux fois et Bruce met plusieurs fois fin à leur relation. Au bout de leur troisième réconciliation, ils se marient enfin le 1er janvier 1995. Melissa tombe rapidement enceinte. Elle donne naissance à son deuxième enfant, un autre garçon, Michael Garrett Boxleitner, né le 6 octobre 1995. Elle nomme son fils Michael en hommage à l'acteur Michael Landon. Melissa est également la belle-mère des deux fils de Bruce : Sam (né en 1980) et Lee (né en 1985). Le 1er mars 2011, Melissa annonce sa rupture avec Bruce puis, le 22 août 2011, elle annonce qu'elle a demandé le divorce après dix-huit ans de mariage.
Elle révèle en 2009 dans son autobiographie, qu'elle s'est longtemps battue contre son alcoolisme et sa dépendance à la drogue. 
Elle est en couple avec un collectionneur de voitures, Thierry Gauchet, de mars à octobre 2012,. En janvier 2013, Melissa annonce qu'elle s'est fiancée en décembre 2012 avec l'acteur Timothy Busfield. Ils se sont mariés le 24 avril 2013 à Santa Barbara en Californie.

## Engagement politique et associatif
Elle est présidente de la Screen Actors Guild de 2001 à 2005.
En 2015, l'actrice vise un siège à la Chambre des représentants à Washington lors des élections de novembre 2016 et se présente dans le 8e district du Michigan sous étiquette démocrate. Elle retire finalement sa candidature pour raison de santé en mai 2016.

## Filmographie

### En tant qu’actrice

#### Films
- 1977 : Circus, Lions, Tigers and Melissas Too
- 1979 : Nutcracker Fantasy de Takeo Nakamura : Clara (voix)
- 1985 : Sylvester (en) : Charlie
- 1986 : Drug Free Kids: A Parents' Guide (vidéo)
- 1989 : Ice House : Kay
- 2000 : Lisa Picard Is Famous (en) : elle-même
- 2020 : When We Last Spoke : Ruby

#### Téléfilms
- 1977 : Christmas Miracle in Caufield, U.S.A. (en) : Kelly Sullivan
- 1979 : Miracle en Alabama : Helen Keller
- 1979 : Little House Years : Laura Elizabeth Ingalls
- 1980 : Le Journal d'Anne Frank : Anne Frank
- 1981 : Splendor in the Grass (en) : Wilma Dean 'Deanie' Loomis
- 1983 : Les disparues / El Savador, les missionnaires assassinées (en) : Jean Donovan
- 1983 : Little House: Look Back to Yesterday (en) : Laura Elizabeth Ingalls Wilder
- 1984 : Little House: The Last Farewell (en) : Laura Elizabeth Ingalls Wilder
- 1984 : Family Secrets (en) : Sara Calloway
- 1984 : Little House: Bless All the Dear Children (en) : Laura Elizabeth Ingalls Wilder
- 1986 : Verdict : Leah Furman
- 1986 : Les Choix de vie (en) : Terry Granger
- 1987 : Le Serment du sang (en) : Marian
- 1988 : Killer Instinct (en) : Dr Lisa DaVito
- 1989 : Ice House
- 1989 : Chameleons (pilote de série non retenu) : non créditée
- 1990 : Parole de femme (en) : Emily Briggs
- 1990 : Passion interdite (en) : Judith Shapiro
- 1990 : Joshua's Heart : Claudia
- 1990 : Coma (Donor) : Dr Kristine Lipton
- 1990 : Le Visage de l'oubli (en) : Gina / Jennifer
- 1992 : Dans les yeux de l'assassin[8] (With a Vengeance) : Jenna King / Valerie Tanner
- 1993 : De parents inconnus (en) : Julie
- 1993 : Abus de confiance (en) : Shari Karney
- 1993 : La Maison des secrets (House of Secrets) : Marion Ravinel
- 1993 : Meurtre en mémoire (en)  : Lynn Matthews
- 1994 : L'Espoir d'une Mère (en) : Mary Bennett
- 1994 : Against Her Will: The Carrie Buck Story : Melissa Prentice
- 1994 : Les Cris du cœur (en) : Karen
- 1995 : Malveillance (With Hostile Intent) : Miranda Berkley
- 1995 : Zoya: les chemins du destin : Zoya Ossipov
- 1996 : Le Mensonge de Noël (Christmas in My Hometown) : Emma Murphy
- 1997 : Cœur de séductrice (Seduction in a Small Town) : Sarah Jenks
- 1997 : Childhood Sweetheart? : Karen Carlson
- 1998 : Pour que triomphe la vie (Her Own Rules) : Meredith Sanders
- 1999 : Un terrible doute : Gwen Todson
- 1999 : L'Ange de l'amour (en) : Rebecca
- 1999 : Destins confondus : Sarah Barlow
- 2000 : Les Yeux de la mort (A Vision of Murder: The Story of Donielle) : Donielle
- 2000 : Child Stars : Their Story (documentaire)
- 2001 : L'Ultime refuge (en) : Jo Ellen Hathaway
- 2003 : Then Came Jones : Devon Jones-Thomas (pilote de série non retenu par ABC)
- 2003 : Femmes à Hollywood (en) : Taylor Singer
- 2004 : Le Courage d'une mère (en)[9] : Cassie Broadbeck
- 2005 : Pour une autre vie : Natalie Jones
- 2007 : Le Cœur n'oublie pas : Kate Weston
- 2007 : Rencontre à Safe Harbour (en) : Ophelia MacKenzie
- 2011 : Le Spectacle de Noël : Vera Parks
- 2017 Tenure : Tilly Masters
- 2018 : Un ex-fiancé en cadeau (Hometown Christmas) : Mary Russell

#### Séries télévisées
- 1967 : Les Envahisseurs, épisode Le Condamné : la petite fille
- 1968 : The Dean Martin Show (en), saison 4, le Christmas Show : petite fille sur les jambes du père Noël
- 1972 : Gunsmoke, épisodeThe Judgement (en): l'enfant de Spratt
- 1972 : Emergency! (en), épisode 10 Dinner Date (en) : Jenny (non créditée)
- 1973 : Tenafly, épisode 2 de la mini-série : la sœur de Suzie (non créditée)
- 1974-1983 : La Petite Maison dans la prairie : Laura Elizabeth Ingalls Wilder
- 1978 : La croisière s'amuse, épisode Rocky/Julie's Dilemma (en) : Rosemary 'Rocky' Simpson
- 1985 : Faerie Tale Theatre : Gerda
- 1992 : Stand by Your Man (en) : Rochelle Dunphy
- 1992 - 1994 : Batman : Barbara Gordon / Batgirl (voix)
- 1994 - 1995 : La Loi de la Nouvelle-Orléans (en) : Kate Delacroy
- 1996 : Babylon 5, épisodes La Guerre sans fin - 2/2, Instants décisifs et Z’ha’dum : Anna Sheridan
- 1998 : Au-delà du réel : L'aventure continue, épisode La Théorie de la relativité : Teresa Janovitch
- 1998 : Les Anges du bonheur, épisodeThe Peacemaker (en) : Michelle Tanner
- 2002 : Providence : épisode Perte de mémoire (Smoke And Mirrors) (en) : Lorna Berlin
- 2002 : Hôpital San Francisco, épisode Histoire de familles : Grace Bennett
- 2005 : Fat Actress, épisode Charlie's Angels : elle-même
- 2005 : Sept à la maison, épisode L'amour d'une mère : Marie Wagner
- 2006 : Nip/Tuck, épisode Le Péché originel : Shari Noble
- 2015 : Secrets and Lies : Lisa Daly [10]
- 2015 : Night Shift, épisode Le Prix de la confiance : Lindsay Mayes
- 2025 : Le cœur a ses raisons de Michael Landon Jr., épisodes When Autumn Leaves Begin to Fall et Through the Valley (en) : Georgia "Georgie" McGill

### En tant que réalisatrice
- 1996 : ABC Afterschool Special, épisode Me and My Hormones
- 2000 : Child Stars: Their Story

### En tant que productrice
- 2019 : Guest Artist (en)

## Distinctions

### Nominations
- 1980 : Primetime Emmy Award de la meilleure actrice dans une mini-série ou un téléfilm pour Miracle en Alabama
- 1980 : Young Artist Awards de la meilleure jeune actrice dans une série télévisée dramatique pour La Petite Maison dans la prairie
- 1981 : Golden Globe de la meilleure actrice dans une série télévisée dramatique pour La Petite Maison dans la prairie
- 1982 : Young Artist Awards de la meilleure jeune actrice dans un drame pour Splendor in the Grass

### Récompenses
- 1983 et 1984 : Young Artist Awards de la meilleure jeune actrice dans une série télévisée dramatique pour La Petite Maison dans la prairie
- 2000 : Golden Boot Awards
- 2019 : Guest Artist, dont elle est la productrice, a obtenu le titre de Meilleur film lors du Accolade Global Film Competition, du Beloit International Film Festival (en), du Dumbo Film Festival, du Hollywood Reel Independent Film Festival (de), du IndieFEST Film Awards, du Myrtle Beach International Film Festival, du New York City Independent Film Festival (en),  et du  Sacramento International Film Festival (en).

## Voix françaises[11]
En France, Béatrice Bruno est la voix française régulière de Melissa Gilbert. 
Béatrice Bruno
- Le Serment du sang
- La Maison des secrets
- Dying to Remember
- Femme à Hollywood
- Cœur de séductrice
- Un terrible doute
- L'Ange de l'amour
- L'Ultime refuge
- Le courage d'une mère
- Pour une autre vie
- Le cœur n'oublie pas
- Le Spectacle de Noël
- La Petite Maison dans la prairie (1re voix)
- La Loi de la Nouvelle-Orléans
- Les Anges du bonheur
- Au-delà du réel : L'aventure continue
- Hôpital San Francisco
- Sept à la maison
- Nip/Tuck
- Secrets and Lies

Brigitte Aubry
- Abus de confiance
- Les Cris du cœur
- Un ex-fiancé en cadeau
- Night Shift

Déborah Perret
- Rencontre à Safe Harbour
- Babylon 5

Anne Rondeleux
- De parents inconnus

Céline Monsarrat
- Zoya : Les Chemins du destin

Brigitte Berges
- Batman, série télévisée d'animation

Aurélia Bruno
- La Petite Maison dans la prairie (2e voix)